# The Polyphonic Spree
The Polyphonic Spree é um grupo texano formado por mais de vinte membros, que se auto-denomina "coral de rock sinfônico"..
Sua formação é inconstante, mas consiste geralmente de um coral de 10 pessoas, uma dupla de tecladistas, um percussionista, um baterista, um baixista, um guitarrista, um flautista, um trompetista, um trombonista, um violinista/violista, um harpista, um trompista, um tereminista, um tocador de pedal steel, e um técnico de efeitos eletrônicos. Os integrantes e a quantidade de músicos variam por conta da flexibilidade necessária para viajar com um grupo tão grande.
É liderada por Tim Delaughter (ex-vocalista da extinta Tripping Daisy), diretor musical, vocalista, tecladista, guitarrista e percussionista.

## Discografia

### Álbuns
- 2002: The Beginning Stages of…
- 2004: Together We're Heavy
- 2007: The Fragile Army
- 2012: HolidayDream: Sounds of the Holidays Vol. One
- 2013: Yes, It's True
- 2014: Psychphonic
- 2021: Afflatus (covers)

### Ao vivo
- Live From Austin, TX: The Polyphonic Spree (2004)
- Coachella (2006)
- SXSW Live 2007 DVD (2007)
- You + Me - Live in NYC (2013)

### EPs
- 2002: Soldier Girl
- 2002: Light & Day
- 2006: Wait
- 2020: We Hope It Finds You Well

### Trilhas sonoras
- 2005: Thumbsucker

### Compilações
- 2003: Wig in a Box (Álbum beneficente com covers de canções do musical Hedwig and the Angry Inch, do qual participaram diversos artistas)